# Prins Yi Seok av Korea
Detta är ett koreanskt namn; familjenamnet är Yi
Yi Seok (hangul: 이석, hanja: 李錫), född 1941, är en ättling inom Joseondynastin, son till prins Yi Kang, den femte sonen till kung Gojong av Korea, och professor i historia vid Jeonjus universitet i Sydkorea.
Yi Seok bor för närvarande i en byggnad som renoverats åt honom i Jeonju, en stad 243 kilometer söder om Seoul. Stadens styrande har förhoppningar om att Seoks residens på ägorna i Hanok Village kommer att lyfta fram stadens historiska relevans och därmed dra turister till området. Som del i avtalet ger Seok besökare till Jeonju föreläsningar i Koreas historia. Han ger även ofta föreläsningar på andra platser och blir ofta kallad till att delta i olika ceremonier, trots hans officiella status som vanlig medborgare. Seok stod nyligen bakom utgivandet av en bok om den dåtida familjen inom Joseondynastins kungahus och har grundat en organisation, vilken han nu har ansvaret för, "The Imperial Grandson", som har åtagit sig uppgiften att bevara kungahusets traditioner.